# Force aérienne autrichienne
La force aérienne autrichienne (Österreichische Luftstreitkräfte) est la composante aérienne des forces armées autrichiennes, la Bundesheer.

## Histoire

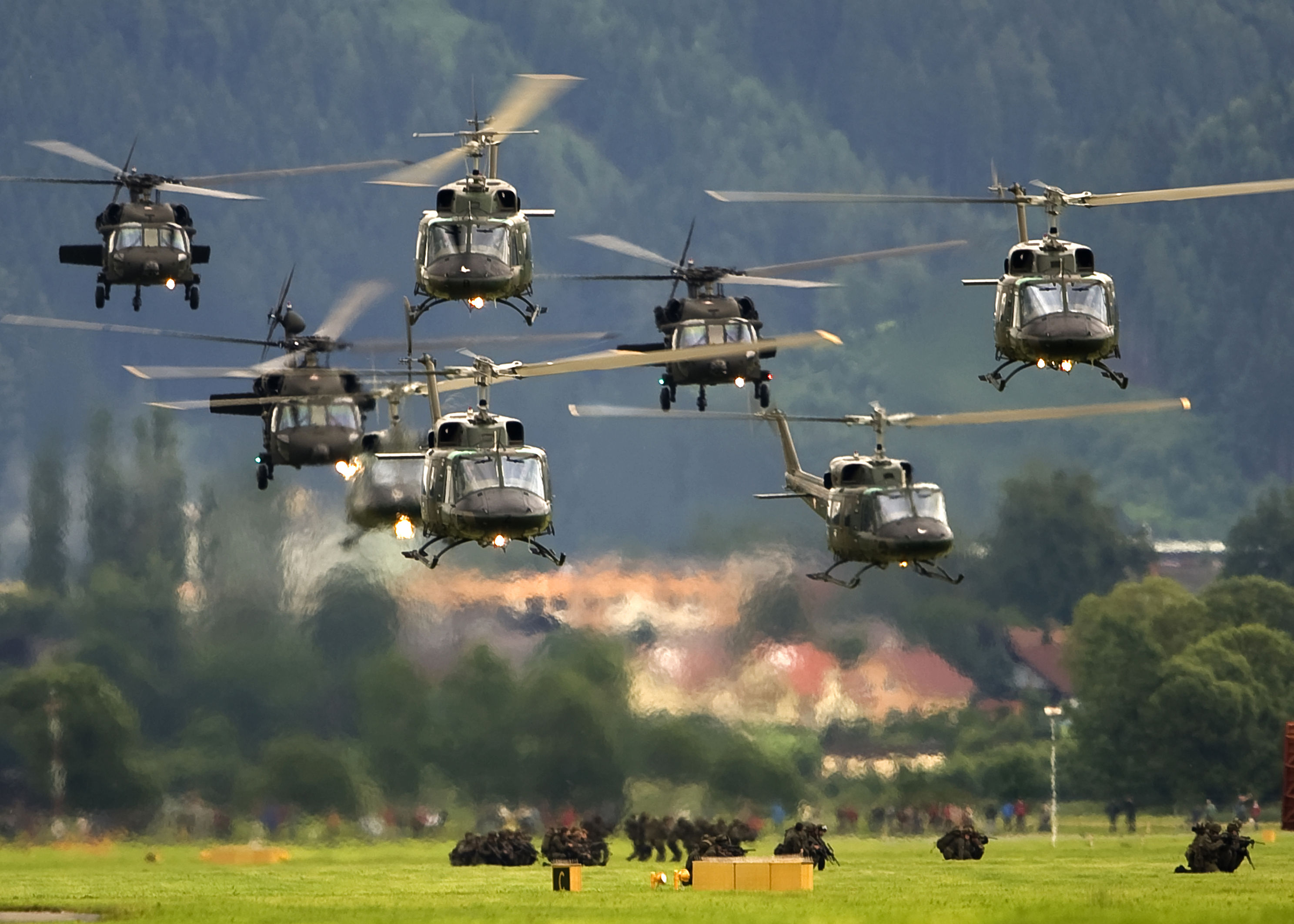
5 AB-212 et 3 S-70 lors d'une démonstration de l'armée autrichienne en 2009.

La force aérienne autrichienne moderne a été fondée en mai 1955 après la signature du Traité d'État autrichien (Österreichischer Staatsvertrag) entre les puissances alliées de la Seconde Guerre mondiale et le gouvernement autrichien de Julius Raab. Le traité garantit la neutralité du pays après le départ des forces d'occupation (vis-à-vis de l'OTAN pour les Soviétiques et du Pacte de Varsovie pour les occidentaux) ; cette notion sera réaffirmée dans la Constitution autrichienne et même après la fin de la guerre froide.
La formation des pilotes a commencé sur des Yakovlev Yak-11 et 18 offerts par les Soviétiques et d'autres appareils d'entrainement américains, achetés dans le cadre du Mutual Defense Assistance Act. L'Autriche n'a acquis ses premiers chasseurs qu'en 1962, des Saab J 29 Tunnan achetés d'occasion à la Force aérienne suédoise.
Dès 1970, l'Autriche a acquis 40 avions multi-rôle Saab 105 avec l'intention de les déployer dans des rôles de formation, de reconnaissance, d'interception et d'attaque au sol ; ces appareils étant devenus obsolètes car subsoniques, l'Autriche a acheté 24 Saab 35 Draken reconditionnés en 1988. 
Lors des guerres de Yougoslavie, des MiG-21 de l'armée yougoslave traversent la frontière autrichienne sans autorisation. Face à cette menace, l'interdiction d'utiliser des systèmes de missile guidé (air-air et sol-air) a été levée par le Parlement autrichien en janvier 1993 ; des missiles AIM-9 Sidewinder ont été commandés à la Suède afin d'armer leurs avions de combat. Des missiles Mistral français surface-air à courte portée ont été achetés pour ajouter une protection au sol contre les attaques aériennes. 
Vers 1995, l'Autriche recherche un remplaçant aux Saab 35, les F-16 et F-18 américains sont un temps envisagés mais c'est finalement l'Eurofighter Typhoon qui est choisi en 2007 (il équipe notamment les forces aériennes voisines de l'Aeronautica Militare italienne et de la Luftwaffe allemande, ce qui facilite l'inter-opérabilité). La capacité opérationnelle complète est atteinte à l'été 2009. Les Typhoon autrichiens prennent le relais des F-5E/F prêtés par la Suisse. Cependant, en août 2014, le faible nombre d'appareils et les compressions budgétaires obligent l’aviation autrichienne à restreindre à seulement quatre le nombre d'heures par jour durant lesquelles les Eurofighters peuvent assurer la police du ciel. En juillet 2017, il est décidé, vu leur coût d'entretien, qu'ils seront retirés du service entre fin 2017 et 2020. Ils devraient être remplacés par 15 chasseurs monoplaces et 3 biplaces moins onéreux mais en 2025, ils sont toujours en ligne, les discussions pour d'éventuelles remplaçants étant encore en cours.
En 2003, la capacité de transport de l'Autriche a été améliorée quand elle a acheté trois C-130 Hercules de seconde main à la Royal Air Force. Ces avions ont été nécessaires pour les missions exigeantes de maintien de la paix de l'ONU dans laquelle l'Autriche a joué un rôle.
En septembre 2020, il est annoncé le remplacement de la vingtaine d’hélicoptères légers Alouette III encore en service sur les 29 reçus à partir de 1967 par 18 AW169M livrables mi-2022. La cérémonie de retrait des Alouette a lieu le 24 mai 2024, en 57  ans de service, ils ont effectués 198 000 heures de vol. 
L'achat des AW169 comprend six variantes d'entraînement AW169B et douze variantes multirôles avancées AW169MA avec équipements de mission et systèmes d'armes intégrés avec une option pour douze hélicoptères AW169MA supplémentaires et six variantes AW169B.
Les six AW169B seront basés sur la base aérienne de Tulln-Langenlebarn, les six premiers AW169MA sur la base aérienne d'Aigen im Ennstal et le deuxième groupe de six AW169MA sera également stationnés sur la base aérienne de Tulln-Langenlebarn.
Le 20 septembre 2023, le ministère autrichien de la Défense fait part de son intention d’acquérir quatre avions cargo Embraer C-390 pour remplacer les 3 Hercules.

## Aéronefs

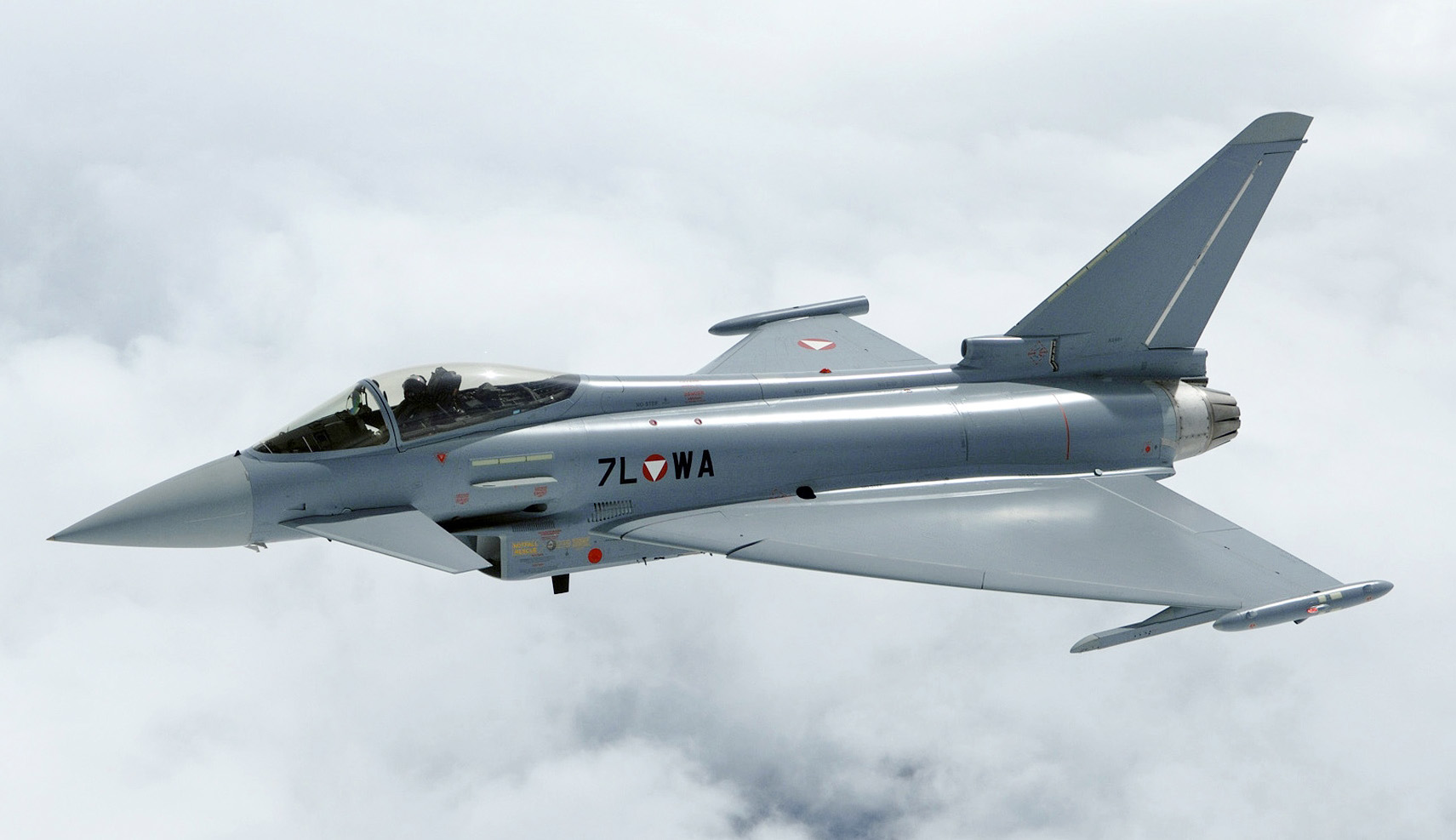
Eurofighter Typhoon au-dessus de la base de Zeltweg.

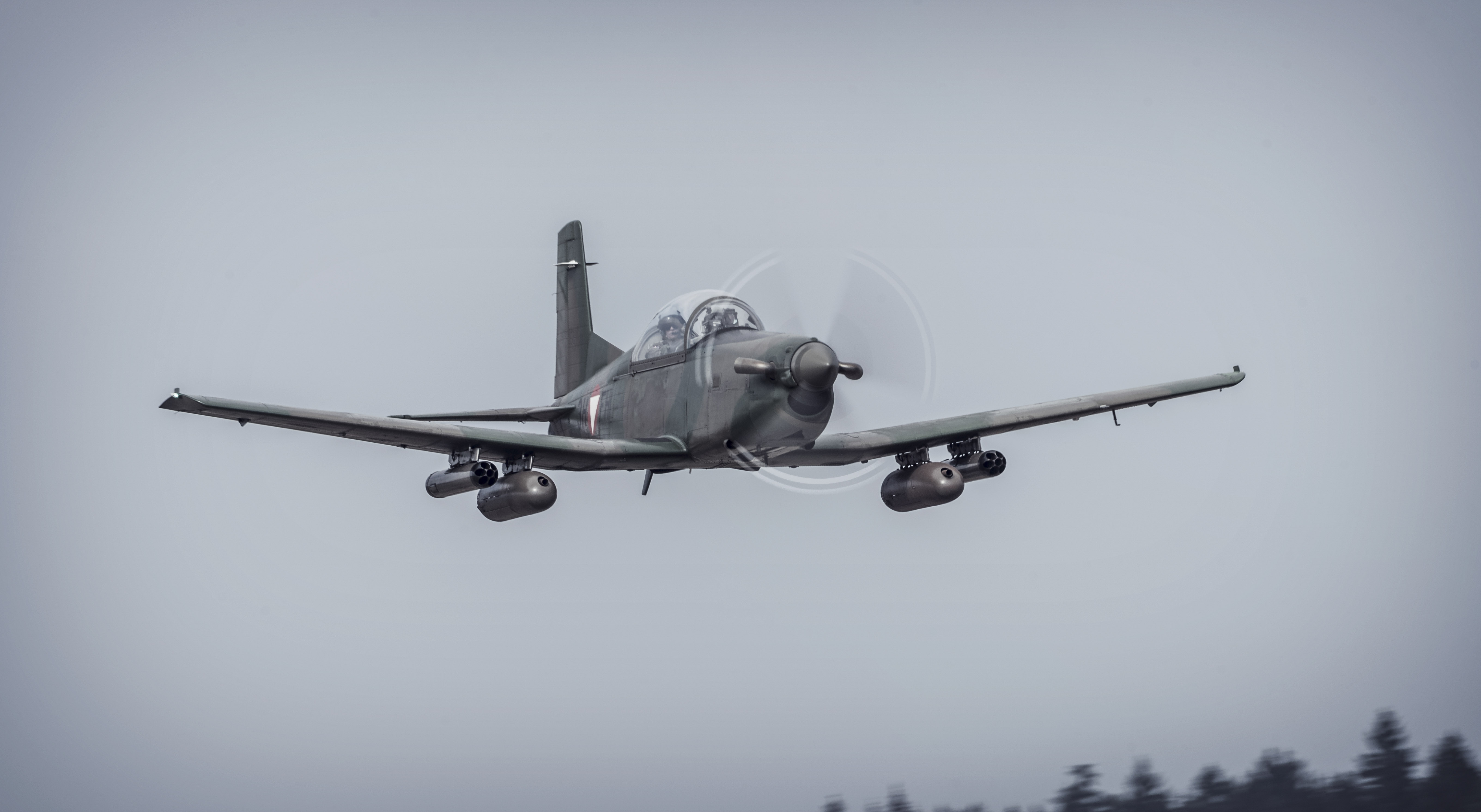
Pilatus PC-7

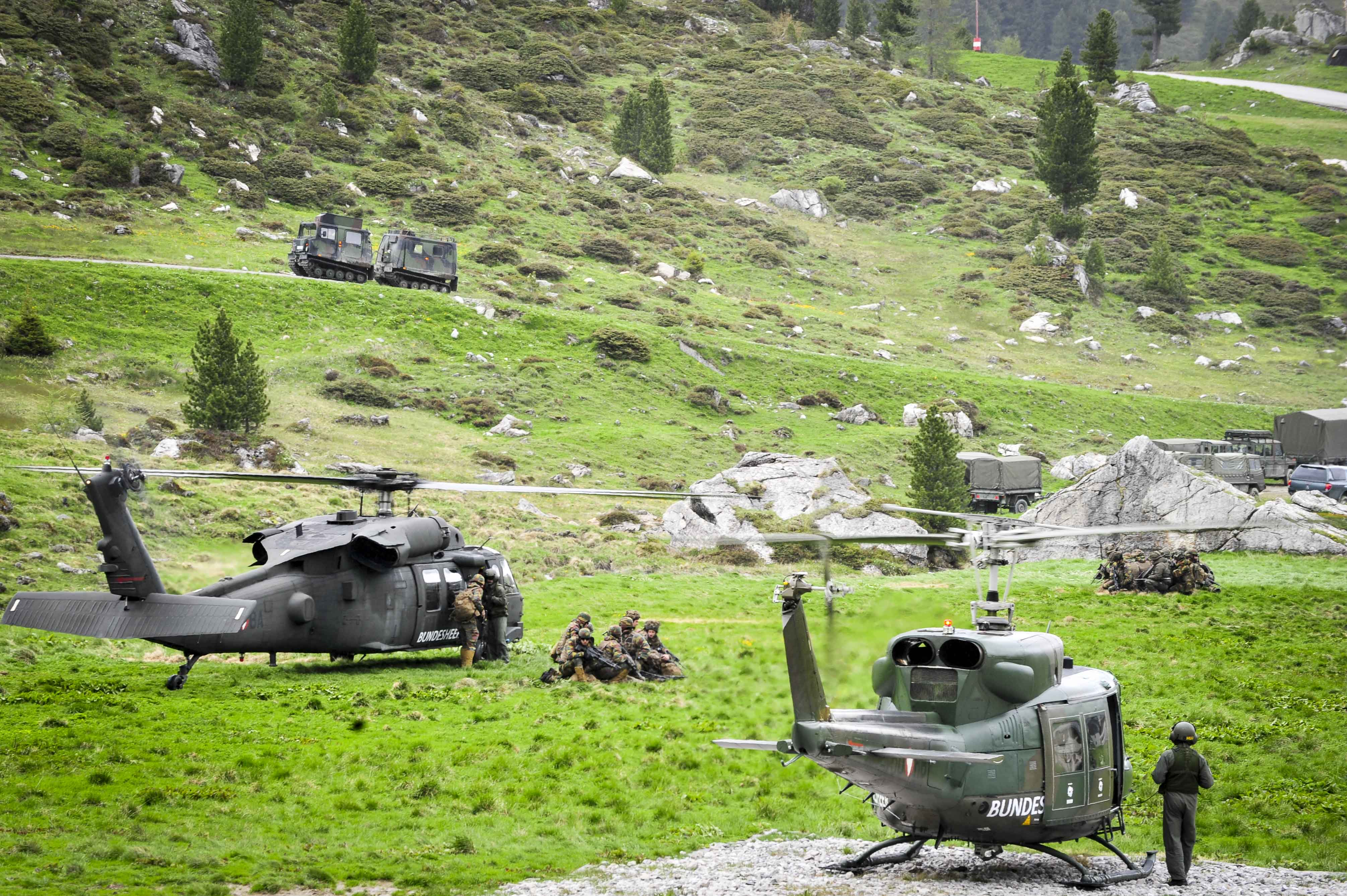
Agusta-Bell AB.212 et Sikorsky UH-60 Black Hawk (juin 2016)

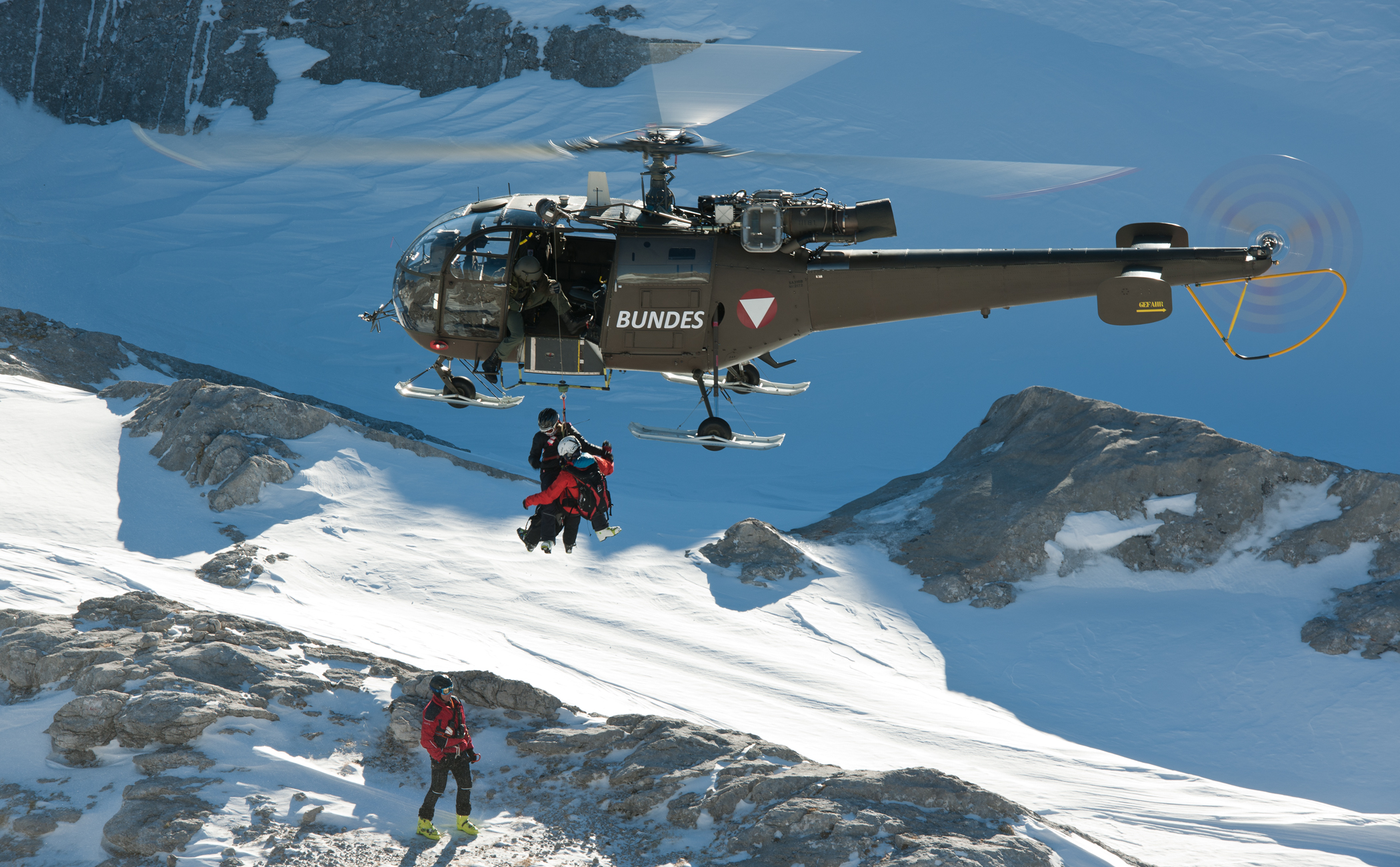
Sud-Aviation SA316 Alouette III

Les appareils en service en 2019 sont les suivants :
| Aéronefs                        | Origine            | Type                                  | En service      | Versions                        |                 |                 |
| Avion de chasse                 | Avion de chasse    | Avion de chasse                       | Avion de chasse | Avion de chasse                 | Avion de chasse | Avion de chasse |
| ------------------------------- | ------------------ | ------------------------------------- | --------------- | ------------------------------- | --------------- | --------------- |
| Eurofighter Typhoon             | /                  | Avion multirôle                       | 15              | Tranche 1                       |                 |                 |
| Avion de transport              |                    |                                       |                 |                                 |                 |                 |
| Lockheed C-130 Hercules         | États-Unis         | Avion de transport                    | 3               | C-130K (Ex-RAF, acquis en 2003) |                 |                 |
| Pilatus PC-6                    | Suisse             | Avion de transport/utilitaire         | 8               | PC-6B Turbo Porter              |                 |                 |
| Avion d'entraînement            |                    |                                       |                 |                                 |                 |                 |
| Saab 105                        | Suède              | Avion d'entraînement                  | 18              | 105Oe                           |                 |                 |
| Pilatus PC-7                    | Suisse             | Avion d'entraînement / attaque au sol | 12              | PC-7A                           |                 |                 |
| Diamond DA40                    | Autriche           | Avion d'entraînement                  | 2               | DA40NG                          |                 |                 |
| Hélicoptère                     |                    |                                       |                 |                                 |                 |                 |
| Sikorsky UH-60 Black Hawk       | États-Unis         | Hélicoptère utilitaire                | 9 (+3)          | UH-60M                          |                 |                 |
| Agusta-Bell AB.212              | États-Unis/ Italie | Hélicoptère utilitaire                | 23              | version 212A                    |                 |                 |
| Bell OH-58 Kiowa                | États-Unis         | Hélicoptère de reconnaissance         | 10              | OH-58B                          |                 |                 |
| Sud-Aviation SA316 Alouette III | France             | Hélicoptère utilitaire                | 24              | version SA-316B                 |                 |                 |